# Miquel de Giginta i Oms
Miquel de Giginta i Oms (Perpinyà, ca 1538 - Perpinyà, després de 1587) va ser un religiós i escriptor rossellonès, que proposà reformes socials per a ajudar les persones desfavorides.

## Biografia
Membre d'una important família nord-catalana, era fill de Francesc de Giginta i Mestre i el 1568 rebé un benefici eclesiàstic sobre Santa Eulàlia de Millars. Obtingué el títol de batxiller en dret per la universitat de Perpinyà i esdevingué canonge i vicari general d'Elna. Davant de l'augment de casos de pobresa i desempar que constatà a la societat, proposà la creació de cases d'acollida que permetessin de controlar la mendicitat i alhora regenerar-ne els ocupants. Amb aquesta finalitat, va ser autor de textos d'ascetisme i de teologia moral relacionats amb l'assistència als desfavorits, que escrigué en castellà per adreçar-los a altes personalitats de Castella i de Portugal. El 1576 presentà a les corts de Castella un Memorial sobre el cuidado de los pobres on es declarava partidari d'una "llibertat vigilada" en residències especialitzades sostingudes per la caritat dels particulars. En viatges per Espanya i Portugal materialitzà les seves propostes promoguent la fundació d'hospitals i cases de misericòrdia a Toledo, Madrid, Granada i Barcelona  que, si bé inicialment trobaren una certa resistència, constituirien un model que se seguí aplicant durant molts anys.
Els seus germans grans van ser Antoni  i Onofre 

## Obres
- Giginta, Miguel. Tratado de remedio de pobres.  Coimbra: Antonio de Mariz Impressor y Librero de la Vniuersidad, 1579.
  - Edició moderna: Giginta, Miguel de (autor); Santolaria Sierra, Félix. Tratado de remedio de pobres.  Barcelona: Ariel - Edicions de la Universitat de Barcelona, 2000 (col. Historia). ISBN 843446621X.
- Giginta, Miguel, canónigo de Elna. Tratado intitvlado Cadena de Oro.  Perpiñan: Sanson Arbus, 1584.
- Exhortación a la compassión con los pobres.  Madrid: s.n., 1584.
  - Edicions també a Saragossa; i ? Barcelona 1583
- Atalaya de Caridad.  Zaragoza: Simon de Portonaris, 1587.
- Discurso en preuva de que el glorioso martir s. Lorenço fue cardenal de la sant iglesia de Roma.  Zaragoza: Lorenzo de Robles y Diego de Robles, 1588.